# Le Pasquier
Le Pasquier település Franciaországban, Jura megyében. Lakosainak száma 285 fő (2022. január 1.). Le Pasquier Vers-en-Montagne, Ardon, Le Latet, Montrond, Moutoux, Saint-Germain-en-Montagne, Valempoulières és Vannoz községekkel határos.

## Népesség
A település népességének változása:
| Lakosok száma | 192  | 209  | 238  | 243  | 265  | 263  | 251  | 262  | 268  | 285  |
|               | 1968 | 1982 | 1990 | 2006 | 2013 | 2015 | 2017 | 2019 | 2020 | 2022 |